# Ixia curta
Ixia curta là một loài thực vật có hoa trong họ Diên vĩ. Loài này được Andrews miêu tả khoa học đầu tiên năm 1809.